# Justice Against Sponsors of Terrorism Act
Justice Against Sponsors of Terrorism Act (JASTA)  est une loi fédérale américaine votée par le Congrès des États-Unis qui permet à des cours fédérales américaines de poursuivre des États étrangers qui aideraient à commettre un acte terroriste contre un intérêt américain, que ce pays soit désigné ou non comme soutien du terrorisme.

## Objet de la loi
Le projet de loi est approuvé en mai 2016 par le Sénat et septembre par la Chambre des représentants. JASTA est le premier texte auquel le président Barack Obama oppose son veto, mais le 27 et le 29 septembre, celui-ci est repoussé par les parlementaires. Cette loi permettant « des procédures au civil et des recours collectifs contre des personnes, des entités et des pays étrangers ayant fourni un soutien matériel, direct ou indirect, à des organisations étrangères ou à des personnes engagées dans des activités terroristes contre les États-Unis » offre, un spectre extrêmement large d'action extra-territoriale. Elle affaiblit donc le principe d’immunité qui protège les États de poursuites judiciaires. L'objectif affiché des législateurs est d’abord de permettre aux proches des victimes des attentats du 11 septembre 2001 de poursuivre en justice l’Arabie saoudite pour un possible soutien aux terroristes en cause dans cette opération, 15 des 19 terroristes étant saoudiens.
Au-delà de l'Arabie Saoudite, JASTA suscite l'indignation de plusieurs autres pays alliés des USA comme la France, le Japon, la Turquie, l'Irak, la Jordanie ou le Pakistan susceptible de conduire « d'autres pays pourraient chercher à adopter des législations similaires conduisant à un nouvel affaiblissement du principe de l'immunité souveraine des États ». Président de la mission parlementaire sur l'extraterritorialité de la législation américaine, le député français LR Pierre Lellouche prévenait ainsi le 9 septembre 2016 : « Si ce texte devait être appliqué sans clause de sauvegarde pour les alliés des Etats-Unis (Waiver présidentiel), la France n’aurait alors d’autre choix que de laisser ses citoyens bénéficier des mêmes droits, en mettant en cause la responsabilité des Etats-Unis à chaque fois qu’un attentat terroriste occasionnant des victimes françaises pourrait être, directement ou indirectement, attribué à une action ou une négligence américaine. »